# Francisco Ferreira dos Santos Azevedo
Francisco Ferreira dos Santos Azevedo (1810 — 1876) foi um político brasileiro.
Foi vice-presidente da província de Goiás, tendo exercido o cargo de presidente interino por três vezes, de 19 de março a 10 de junho de 1842, de 9 de novembro de 1842 a 17 de outubro de 1843, e de 29 de março a 30 de junho de 1844.